# Comuna Rudnea-Horodîșce
Rudnea-Horodîșce (în ucraineană Руднє-Городищенська сільська рада) este o comună în raionul Jîtomîr, regiunea Jîtomîr, Ucraina, formată din satele Hai, Rozdolne, Rudnea-Horodîșce (reședința) și Sosnivka.

## Demografie
Componența lingvistică a comunei Rudnea-Horodîșce
     Ucraineană (98,74%)
     Alte limbi (1,25%)
Conform recensământului din 2001, majoritatea populației comunei Rudnea-Horodîșce era vorbitoare de ucraineană (98,74%), existând în minoritate și vorbitori de alte limbi.